# RFL Championship 1907-08
La Northern Rugby Football Union Championship de 1907-08 fue la decimotercera temporada del torneo de rugby league más importante de Inglaterra.

## Formato
Las divisiones 1 y 2 fueron combinadas, enfrentándose a nivel de los condados de Lancashire y Yorkshire y posteriormente confeccionado una tabla global, esto provocó que los equipos enfrentaran una cantidad desigual de encuentros.
Posteriormente los cuatro mejores clasificados según el porcentaje de victorias clasificaron a las semifinales.
Se otorgaron 2 puntos por cada victoria, 1 por el empate y 0 por la derrota.

## Desarrollo

### Tabla de posiciones
| Pos. | Equipo               | Encuentros | Encuentros | Encuentros | Encuentros | Tantos | Tantos | Puntos | Porcentaje de triunfos |
| Pos. | Equipo               | PJ         | PG         | PE         | PP         | F      | C      | Puntos | Porcentaje de triunfos |
| ---- | -------------------- | ---------- | ---------- | ---------- | ---------- | ------ | ------ | ------ | ---------------------- |
| 1    | Oldham RLFC          | 32         | 28         | 2          | 2          | 396    | 121    | 58     | 90.62                  |
| 2    | Hunslet FC           | 32         | 25         | 1          | 6          | 389    | 248    | 51     | 79.68                  |
| 3    | Broughton Rangers    | 30         | 23         | 1          | 6          | 421    | 191    | 47     | 78.33                  |
| 4    | Wigan                | 32         | 23         | 1          | 8          | 501    | 181    | 47     | 73.43                  |
| 5    | Halifax RLFC         | 34         | 22         | 1          | 11         | 483    | 275    | 45     | 66.17                  |
| 6    | Hull Kingston Rovers | 32         | 21         | 0          | 11         | 460    | 307    | 42     | 65.62                  |
| 7    | Warrington           | 30         | 18         | 3          | 9          | 431    | 156    | 39     | 65.00                  |
| 8    | Wakefield Trinity    | 32         | 20         | 1          | 11         | 422    | 322    | 41     | 64.06                  |
| 9    | Salford              | 32         | 19         | 3          | 10         | 344    | 187    | 41     | 64.06                  |
| 10   | Batley Bulldogs      | 32         | 20         | 0          | 12         | 360    | 306    | 40     | 62.05                  |
| 11   | Keighley Cougars     | 32         | 17         | 1          | 14         | 320    | 356    | 35     | 54.68                  |
| 12   | Bradford Northern    | 32         | 17         | 0          | 15         | 313    | 350    | 34     | 53.12                  |
| 13   | Runcorn RFC          | 30         | 15         | 0          | 15         | 255    | 219    | 30     | 50.00                  |
| 14   | Barrow Raiders       | 32         | 15         | 0          | 17         | 244    | 272    | 30     | 46.87                  |
| 15   | Huddersfield         | 32         | 14         | 1          | 17         | 439    | 330    | 29     | 45.31                  |
| 16   | Hull                 | 34         | 15         | 0          | 19         | 349    | 323    | 30     | 44.11                  |
| 17   | Rochdale Hornets     | 30         | 13         | 0          | 17         | 232    | 290    | 26     | 43.33                  |
| 18   | Dewsbury Rams        | 32         | 13         | 1          | 18         | 290    | 358    | 27     | 42.18                  |
| 19   | Leigh                | 30         | 11         | 1          | 18         | 279    | 362    | 23     | 38.33                  |
| 20   | Leeds                | 32         | 10         | 1          | 21         | 270    | 397    | 21     | 32.81                  |
| 21   | Swinton Lions        | 30         | 9          | 1          | 20         | 180    | 316    | 19     | 31.66                  |
| 22   | York FC              | 30         | 9          | 0          | 21         | 284    | 437    | 18     | 30.00                  |
| 23   | Merthyr Tydfil RLFC  | 30         | 8          | 1          | 21         | 229    | 400    | 17     | 28.33                  |
| 24   | Widnes Vikings       | 30         | 6          | 4          | 20         | 179    | 335    | 16     | 26.66                  |
| 25   | St. Helens           | 32         | 7          | 3          | 22         | 228    | 500    | 17     | 26.56                  |
| 26   | Ebbw Vale RLFC       | 30         | 6          | 2          | 22         | 153    | 426    | 14     | 23.33                  |
| 27   | Bramley              | 32         | 5          | 1          | 26         | 188    | 674    | 11     | 17.18                  |

|  | Semifinalistas. |

### Semifinales
| 18 de abril de 1908 | Hunslet | 28 - 3 | Broughton Rangers |  |  |

| 18 de abril de 1908 | Oldham | 12 - 5 | Wigan |  |  |

### Final
| 2 de mayo de 1908 | Hunslet | 7 - 7 | Oldham |  |  |

| 9 de mayo de 1908 | Hunslet | 12 - 2 | Oldham |  |  |

| Bandera de Inglaterra |
| Campeón Hunslet FC    |
| Primer título         |